# Zrarda
Zrarda (árabe زراردة) es una localidad de la provincia de Taza, en la región de región de Fez-Mequinez. Según el censo de 2012, tenía una población total de 3.945 personas.